# Браян Бренделл
Браян Бренделл (англ. Brian Brendell; нар. 7 вересня 1986, Рехобот, Південно-Західна Африка) — намібійський футболіст, півзахисник клубу «Цивікс».

## Клубна кар'єра
З 1999 по 2005 рік грав за молодіжну команду «Френдс». Професіональну кар'єру розпочав у червні 2005 року в намібійської клубі «Цивікс» з Віндгука. У складі клубу ставав чемпіоном країни. До грудня 2007 року у вищій лізі намібійського чемпіонату зіграв 142 матчі. Виступав за команду в Лізі чемпіонів КАФ 2006 і 2007 років. Провів 4 гри, забивши 2 голи. Також виступав в оренді за столичні команди «Інвісібл» та «Рамблерс».

## Кар'єра в збірній
Відзначився 2-а голами в поєдинку за 3-є місце на Кубку КОСАФА 2007, завдяки чому допоміг намібійям завоювати бронзові медалі. У 2007 році виступав під час кваліфікації до Кубку африканських націй відзначився 2-а голами. У 2008 році в складі збірної Намібії брав участь у фінальній чачтині Кубку африканських націй. На турнірі відзначився 2 голами — марокканцям і гвінейцям. Востаннє грав за збірну 22 червня 2008 року у відбірковому матчі до чемпіонату світу проти команди Гвінеї, закінчився поразкою 0:4.

## Досягнення
«Цивікс»
- Прем'єр-ліга
  -  Чемпіон (4): 2004, 2005, 2006, 2007

- Кубок Футбольної Асоціації Намібії
  -  Володар (1): 2008